# Джовани III (Монферат)
Вижте пояснителната страница за други личности с името Джовани.
Джовани III Палеолог (на италиански: Giovanni III Paleologo, * ок. 1362, † 25 август 1381) е маркграф на Монферат от 1378 г. до смъртта си.
Той е вторият син на маркграф Джовани II (1321–1372)) и Изабела от Майорка (1337–1406). Той наследява умрелия си през 1378 г. бездетен брат Ото III. На 3 януари 1379 г. Джовани III e поставен като маркграф под регентсвото на чичо му Ото († 1398), херцог на Брауншвайг-Грубенхаген.
Джовани III умира в битка на 25 август 1381 г. и е наследен от по-малкия му брат Теодоро II.